# Anton Yelchin
Anton Viktorovich Yelchin (russisk: Антон Викторович Ельчин; født 11. marts 1989, død 19. juni 2016) var en amerikansk film- og tv-skuespiller.
Han begyndte at optræde i slutningen af 1990'erne ved at medvirke i adskillige tv-roller, ligesåvel som i Hollywoodfilmene Along Came a Spider og Hearts in Atlantis. Jeltjin optrådte senere i tv-serien Huff og medvirkede i filmene House of D, Alpha Dog, Charlie Bartlett og Star Trek fra 2009. Han medvirkede i filmen Terminator Salvation (2009), hvor han spillede rollen som den unge Kyle Reese.
Anton Yelchin blev dræbt ved sit hjem, da hans parkerede bil rullede ned ad bakken og ramte ham.

## Filmografi
| År   | Titel                   | Rolle                     | Note                                                                              |
| ---- | ----------------------- | ------------------------- | --------------------------------------------------------------------------------- |
| 2001 | Delivering Milo         | Milo                      |                                                                                   |
| 2001 | 15 Minutes              | Dreng i brændende bygning |                                                                                   |
| 2001 | Along Came a Spider     | Dimitri Starodubov        |                                                                                   |
| 2001 | Hearts in Atlantis      | Bobby Garfield            |                                                                                   |
| 2002 | Taken                   | Jacob Clarke              |                                                                                   |
| 2004 | Jack                    | Jack                      |                                                                                   |
| 2005 | House of D              | Tommy Warshaw             |                                                                                   |
| 2005 | Fierce People           | Finn Earl                 |                                                                                   |
| 2007 | Alpha Dog               | Zack Mazursky             | karakter baseret på Nicholas Markowitz                                            |
| 2008 | Charlie Bartlett        | Charlie Bartlett          |                                                                                   |
| 2009 | Middle of Nowhere       | Dorian Spitz              |                                                                                   |
| 2009 | New York, I Love You    | Kane                      |                                                                                   |
| 2009 | Star Trek               | Pavel Chekov              |                                                                                   |
| 2009 | Terminator Salvation    | Kyle Reese                |                                                                                   |
| 2011 | You and I               | Edvard Nikitin            |                                                                                   |
| 2011 | Smølferne               | Klumpesmølf               | Stemme                                                                            |
| 2011 | Like crazy              | Jakob                     |                                                                                   |
| 2011 | Fright Night            | Charley Brewster          |                                                                                   |
| 2013 | Star Trek Into Darkness | Pavel Chekov              |                                                                                   |
| 2013 | Smølferne 2             | Klumpesmølf               | Stemme                                                                            |
| 2013 | Only Lovers Left Alive  | Ian                       |                                                                                   |
| 2016 | Star Trek Beyond        | Pavel Chehov              |                                                                                   |
| 2016 | Trollhunters            | Jim Lake Jr.              | Stemme til hovedpersonen, Jim Lake Jr. fra afsnit 1 til et stykke ind i afsnit 3. |